# Jiří Jurásek
Jiří Jurásek (* 28. srpna 1959) je bývalý český fotbalista, obránce.

## Fotbalová kariéra
V lize hrál za Baník Ostrava a SK Dynamo České Budějovice.

## Trenérská kariéra
Po skončení aktivní kariéry působil v Českých Budějovicích jako asistent, trenér u B-týmu, jako asistent v 1. FC Slovácko a jako hlavní trenér Třeboně nebo Zábřeha.